# Транс-Оксотрихлоробис(трифенилфосфин)рений(V)
транс-Оксотрихлоробис(трифенилфосфин)рений(V) — неорганическое соединение
с формулой ReOCl3[P(C6H5)3]2,
жёлтые кристаллы.

## Получение
- К спиртовому раствору оксида рения(VII) и соляной кислоты добавляют трифенилфосфин:

{\displaystyle {\mathsf {Re_{2}O_{7}+6HCl+6P(C_{6}H_{5})_{3}\ {\xrightarrow {90^{o}C}}\ }}}
{\displaystyle {\mathsf {{\xrightarrow {90^{o}C}}\ 2ReOCl_{3}[P(C_{6}H_{5})_{3}]_{2}\downarrow +2(C_{6}H_{5})_{3}PO+3H_{2}O}}}

## Физические свойства
транс-Оксотрихлоробис(трифенилфосфин)рений(V) образует жёлтые диамагнитные кристаллы
моноклинной сингонии,
пространственная группа C 2/c,
параметры ячейки a = 2,455 нм, b = 0,956 нм, c = 1,580 нм, β = 117,2°, Z = 4.
Незначительно растворяется в бензоле, хлороформе, дихлорметане,
не растворяется в тетрахлорметане.
Устойчив на воздухе.